# Magi-nația
Magi-nația (engleză Magi-Nation) este un serial de animație creat de Shelley Hoffman și Robert Pincombe bazat pe jocul de cărți Magi-Nation Duel. Serialul a fost coprodus de Cookie Jar Entertainment și Daewon Media în asociere cu The Canadian Broadcasting Corporation. Serialul a avut premiera pe 8 septembrie 2007 pe CBC și pe 22 septembrie 2007 în S.U.A. pe Kids' WB. O serie de DVD-uri au fost plănuite să fie lansate din 21 octombrie 2008 până pe 6 ianuarie 2009 de la NCircle Entertainment. Serialul a fost difuzat anterior pe Toonzai în cadrul The CW și pe Cookie Jar Toons în cadrul This TV, cu premiera mondială a celui de al doilea sezon fiind difuzată pe Cookie Jar Toons. Serialul a fost anulat datorită vizionărilor scăzute. Episoade din al doilea sezon au fost lansate online în 2010.

## Rezumat
În urmă cu trei mii de ani, în Țările Lunii, Agrama Magi Umbrei a fost sigilată în interiorul Miezului planetei de Glyph-ul Miezului și Pietrele Visului care i-au furnizat puterea. Acum plănuiește să evadeze folosindu-și gheizerele de umbră pentru a-și slăbi închisoarea pentru a aduce Țările Lunii sub controlul său și doar un Mag cunoscut sub numele de „Visătorul Final” îl poate opri. Un băiat de pe Pământ, Tony Jones, este chemat în Moonlands, deoarece se crede că este acest Visător Final. El își unește forțele cu ucenicul Magi, Edyn și cu Shadow Stalker, Strag, într-o misiune de a aduna Pietrele Visului înainte ca Agram să fie eliberat. Folosind Cartea Bătrânilor, cei trei călătoresc prin Moonlands în timp ce luptă împotriva forțelor lui Agram și obțin o colecție din ce în ce mai mare de Creaturi de Vis din Moonlands pe care le vizitează.